# Poedit
Poedit (původně poEdit) je svobodný, open source a multiplatformní editor katalogů gettext, zaměřený na proces lokalizace.
GUI editoru je vytvořeno pomocí toolkitu wxWidgets a samotný editor je uvolněn pod licencí MIT.